# Giovanni Battista Lamperti
Pour les articles homonymes, voir Lamperti.
Giovanni Battista Lamperti, né à Milan le 24 juin 1839 et mort à Berlin le 18 mars 1910 , est un professeur de chant italien. Fils du professeur de chant Francesco Lamperti, il est l'auteur de Die Technik des Bel Canto (1905).

## Biographie
Giovanni Battista Lamperti a été choriste à la cathédrale et a étudié le chant et le piano au conservatoire de Milan. Il a d'abord été étudiant et plus tard accompagnateur de son père au conservatoire. Giovanni connaissait mieux que quiconque la méthode que son père enseignait (et qui, selon lui, est issue d'Antonio Bernacchi, un grand castrat et professeur). S'appropriant cette méthode pour former ses propres étudiants, Giovanni a également commencé à enseigner le chant au conservatoire de Milan, puis pendant 20 ans à Dresde, et enfin à Berlin. Sa méthode d'enseignement préférée était d'avoir trois ou quatre élèves présents à chaque leçon: chacun travaillait à son tour tandis que les autres observaient et apprenaient ainsi. Il a été décrit comme strict, exigeant, peu porté à la flatterie, mais il a été salué avec enthousiasme par ses étudiants qui ont eu ensuite une réussite professionnelle exceptionnelle. Beaucoup des élèves de Giovanni sont devenus des vedettes internationales de l'opéra. On peut citer: Irene Abendroth, Marcella Sembrich, Ernestine Schumann-Heink, Paul Bulss, Roberto Stagno (en), David Bispham (en) et Franz Nachbaur.
Les relations entre les Lamperti père et fils s'étaient détériorées, entraînant finalement une séparation entre les classes et les élèves de Francesco et Giovanni.
Giovanni Battista Lamperti avait épousé Hedwig Werner (1847-1937), une soprano qui a connu une certaine notoriété et qui a été élève de Matilde Marchesi et de Francesco Lamperti à Milan.

## Publications
- Die Technik des Bel Canto, écrit en allemand, 36 p., Berlin, 1905. Traduit en anglais en 1905
- Scuola di Canto. (8 volumes de solfège et de vocalises)
- William Earl Brown. Vocal Wisdom: Maxims of Giovanni Battista Lamperti. Edited by Lillian Strongin. New York: Taplinger Publishing Co., 1931.